# Enrico Braggiotti
Enrico Braggiotti (Zonguldak, 27 gennaio 1923 – Monte Carlo, 30 ottobre 2019) è stato un banchiere italiano naturalizzato monegasco, di origini levantine.
È stato alla guida (prima come amministratore delegato, poi come presidente) della Banca Commerciale Italiana dal 1984 al 1990 e presidente della Compagnie Monégasque de Banque dal 1991 al 2006

## Biografia
Nasce in Turchia il 27 gennaio 1923, da Stefano Braggiotti, Direttore della Banca Ottomana e discendente di un'antica famiglia veneziana trasferitasi nell'Impero ottomano, e da Renata Solari.
Enrico Braggiotti lascia la Turchia qualche settimana dopo la nascita e si stabilisce con i genitori e la sorella nel Principato di Monaco, dove risiedono fin dall'inizio del secolo il nonno Enrico Braggiotti e la nonna Appolonie Trullet, quest'ultima appartenente ad una famiglia di navigatori originari di Saint-Tropez (suo nonno, Jean-François-Timothée Trullet fu comandante del Guerrier, vascello francese durante la battaglia di Aboukir).

### Banca Commerciale Italiana
Entrato nella Banca Commerciale Italiana, intraprende un classico percorso di carriera: all'inizio, nel 1950 a Casablanca, in seguito dal 1955, in Italia; dal 1960 sarà alla Direzione Centrale a Milano e nel 1965 diventerà membro del Comitato di Direzione centrale; Amministratore delegato nel 1984 e Presidente nel 1988.
Gli anni ottanta sono caratterizzati da una trasformazione del sistema bancario italiano verso la globalizzazione finanziaria, in particolare inizia la privatizzazione delle banche nazionali, tra cui l'emblematica Mediobanca. La Banca Commerciale Italiana è all'avanguardia in questo processo, grazie all'importante contributo nell'ambito della privatizzazione che Enrico Braggiotti apporta in virtù della sua posizione.

### Compagnie Monégasque de Banque
Nel 1990, Enrico Braggiotti lascia la Presidenza della Banca Commerciale Italiana e si ritira nel suo paese d'adozione: il Principato di Monaco. Qui prende la Presidenza della Compagnie Monégasque de Banque, dove succede al Governatore Pierre-Paul Schweitzer e partecipa al capitale, insieme ad un gruppo di monegaschi, tra cui la famiglia del notaio Jean-Charles Rey. In seno al Consiglio di Amministrazione, si circonda di personalità quali Raymond Barre, Antoine Bernheim, Jean-François Poncet, Raoul Biancheri, Henry Rey. La nazionalità monegasca gli viene accordata nel 1992. Viene anche nominato amministratore di stato della Société des Bains de Mer nel 1988.
Nel 1993 fu incriminato per il caso Enimont per avere ricevuto dei pagamenti a titolo personale da Raul Gardini.
Nel 2004, il Gruppo monegasco azionario della Compagnie Monégasque de Banque decide di vendere la sua partecipazione a Mediobanca. Nel 2006, Enrico Braggiotti lascia la presidenza.

### Altri incarichi
Durante la sua carriera, Enrico Braggiotti è stato consigliere d'amministratore della Lehman Brothers a New York, della BNP Paribas (Parigi), di Sudameris (Parigi), di Mediobanca (Milano), dei Ciments Français (Parigi).

## La Monaco Méditerranée Foundation
Enrico Braggiotti consacra il suo tempo alla Monaco Méditerranée Foundation (MMF) che organizza, sotto l'alto patronato di SAS il Principe Alberto II, un ciclo di conferenze con alcune personalità eminenti provenienti da Francia e Italia. La Monaco Méditerranée Foundation diventa in breve il principale promotore della vita culturale del Principato di Monaco. Inoltre, il governo del Principato incarica la MMF di coordinare le attività della Anna Lindh Foundation, alla quale partecipa fin dall'adesione del Principato all'Unione per il Mediterraneo (Union pour la Méditerranée).

## Vita privata
È stato sposato con Magda de Portu (1923-2012), nata a Parigi e anche lei di famiglia italo-levantina. Quattro i figli: Gianluca, Gerardo, Sandra e Silvana. L'attrice e doppiatrice Francesca Braggiotti e il pianista Mario Braggiotti erano suoi cugini di secondo grado.